# Орловка (Лукояновский район)
Орловка — деревня в Лукояновском районе Нижегородской области. Входит в состав рабочего посёлка имени Степана Разина.
Деревня располагается на правом берегу реки Алатыря.